# Charles Thomas Butler
Charles Thomas Butler (n. 11 iunie 1932, Saranac Lake⁠(d), comitatul Essex, New York, SUA – d. 21 noiembrie 2019, Florida, SUA) a fost un bober ce a reprezentat Statele Unite ale Americii, medaliat olimpic. A participat la o ediție a Jocurilor Olimpice (1956) în care a câștigat o medalie de bronz.

## Participări
Lista de mai jos prezintă principalele competiții la care a participat Charles Thomas Butler de-a lungul carierei.
- bobsleigh at the 1956 Winter Olympics – four-man[*][1]